# Estlands högsta domstol
Estlands högsta domstol  (estniska: Riigikohus, "Statsrätten") är Estlands högsta domstol. Den är appellationsdomstol, men också landets författningsdomstol och har lagprövningsrätt, det vill säga rätt att pröva om nya lagar överensstämmer med Estlands grundlag. 
Estlands högsta domstol leds av en ordförande. Domstolen har 18 ordinarie domare och är indelad fyra kammare för:  civilrätt, förvaltningsrätt, straffrätt och författningsrätt. Var och en av domarna tillhör en kammare civilrätt, förvaltningsrätt eller straffrätt. Kammaren för civilrätt har sju domare, den för straffrätt sex domare och den för förvaltningsrätt fem domare. Kammeren för författningsrätt utgörs av domare från de övriga kamrarna. Domstolen kan också sitta i plenum och kan delegera till en kammare ad hoc om så befinns nödvändigt.  
Estlands högsta domstol etablerades med en lag den 21 oktober 1919. Domstolens arbete upphörde vid Sovjetunionens ockupation av Estland 1940, varvid flera av domarna arresterades och avrättades. Efter återupprättande av den estniska självständiga staten återupprättades den högsta domstolen med antagancdet av Estlands grundlag 1992. 

## Ordförande i Estlands högsta domstol
- Kaarel Parts (1919–1940)
- Rait Maruste (1992–1998)
- Uno Lõhmus (1998–2004)
- Märt Rask (2004–2013)
- Priit Pikamäe (sedan 2013)